# Онацевич, Михаил Люцианович
Михаил Люцианович Онацевич (14 (26) декабря 1847 — 25 декабря 1879 (6 января 1880)) — российский учёный-гидрограф и исследователь морей дальневосточного региона.

## Биография
Родился в Псковской губернии в семье известного врача. По окончании курса в Санкт-Петербургской гимназии поступил в Николаевское морское училище 14 сентября 1864 года, где за успехи в географии был удостоен Нахимовской премии. Окончил училище 17 апреля 1868 года с присвоением звания гардемарина, и в 1869 году (по другим данным — уже в конце 1868 года), ещё будучи гардемарином, был командирован в гидрографическую экспедицию на Тихий океан. На клипере «Всадник» занимался различными гидрографическими работами в Японском море: произвёл, в частности, съёмку береговой черты и промер внутренней гавани порта Хакодатэ и залива Анива (Южный Сахалин), также занимался установкой хронометрической связи между островами Японского архипелага и Сахалином. В следующем году, плавая на том же клипере, произвёл мензульную съемку береговой черты постов Корсаковского и Муравьёвского (на Сахалине), и других важных пунктов; кроме того, Михаил Люцианович принимал деятельное участие и в астрономических наблюдениях экспедиции. Богатые результаты трёхлетней экспедиции (её работа была закончена в 1871 году), приведены Михаилом Люциановичем в систему, тщательно разработаны и изложены в особом труде под заглавием «Астрономические наблюдения в море, произведенные во время плавания клипера „Всадник“ 1869—1871 гг.». Кроме того, в 1872 году в № 3 и 7 «Морского Сборника» Онацевич напечатал ещё две статьи: «Звездные наблюдения, произведенные на клипере „Всадник“ в 1869—1871 гг.» и «Еще несколько слов о наблюдениях на море».
Благодаря этим работам Онацевич приобрёл репутацию опытного астронома, и в 1874 году командирован Пулковской обсерваторией во Владивосток. 11 мая того же года получил назначение на должность начальника отдельной съёмки Тихого океана для наблюдения прохождения Венеры через диск солнца, что и было осуществлено им в ноябре того же года. Результатом этой командировки стала статья «Наблюдения во Владивостоке над прохождением Венеры через диск солнца». Зимой 1874—1875 годов, имея к тому времени звание лейтенанта, возглавлял работы по зимнему промеру в заливе Петра Великого. Также картографировал северо-западное побережье Охотского моря. На борту клипера «Гайдамак» устанавливал хронометрическую связь различных пунктов русского побережья с японскими портами, с целью чего посетил множество портов Японского и Охотского морей. В 1875 году, находясь в Тихом океане, Михаил Люцианович, кроме разных промеров, описей и астрономических наблюдений, произведённых им в заливе Петра Великого, на японских островах и в Китае, составил планы якорных стоянок в Тауйской губе и других местах по северному побережью Охотского моря. Подробные сведения об этой экспедиции можно найти в его же статье «Краткий гидрографический обзор плавания шхуны „Восток“». В следующем 1876 году Онацевич, идя вновь на клипере «Всадник», производил промеры, описи и астрономические наблюдения в губе Архангела Гавриила, в заливе Святого Креста, в бухте Провидения, в заливе Святого Лаврентия и в Олюторском заливе, а затем перешёл в Северный Ледовитый океан и, производя метеорологические гидрологические исследования, дошёл до залива Лонга в Чукотском море, 70° северной ширины и 180° долготы. По возвращении из этого плавания Онацевич в виде отчёта о плавании представил в Морскую Академию сочинение «Собрание наблюдений, произведённых во время гидрографической командировки в Восточный океан 1874—1877 гг.», представленное в морскую академию как диссертация по гидрографии и изданное в 1878 году морским учёным комитетом и одобренное конференцией академии, что дало ему возможность совершить в 1879 году заграничную поездку.
В конце 1879 года Онацевич был назначен начальником съёмки для описи российских берегов Тихого океана и ходатайствовал о новой научной экспедиции в этот регион, но, внезапно заболев тифом, 25 декабря того же года скончался от осложнения на мозг.
Помимо упомянутых работ, ему принадлежит ряд статей в «Морском Сборнике», в «Известиях Императорского Русского Географического Общества» (членом которого он состоял), в «Сборнике морских статей» издававшихся при газете «Яхта» и в других периодических изданиях. Кроме того, после смерти Онацевича в «Морском Сборнике» за 1882 год были напечатаны результаты его последней заграничной командировки при посещении им Америки, Англии и Франции.

## Память
В его честь названы полуостров Онацевича (Охотское море, Тауйская губа) и мыс Онацевича (Охотское море, Тауйская губа, мыс описан в 1875 году экипажем шхуны «Восток», тогда же было присвоено название мысу).